# 김민하 (1995년)
김민하(1995년 9월 1일 ~ )는 대한민국의 배우이다.

## 출연 작품

### 영화
- 2018년 《봄이가도》 ... 현정 역
- 2020년 《번화가 (Main Street)》 ... 가영 역
- 2020년 《킬러스웰 : 아워 스페이스》 ... 유진 역
- 2020년 《콜》 ... 어린 선희 역
- 2020년 《귀가》 ... 혜정(꽃님) 역

### 드라마
- 2016년 SBS 《그래, 그런거야》 ... 솔이 역
- 2017년 웹드라마 《두 여자 시즌2》 ... 여자2 역
- 2017년 KBS 2TV 《학교 2017》 ... 여승은 역
- 2018년 MBC 《검법남녀》 ... 박미영 역
- 2018년 유튜브, 페이스북, 네이버TV 《하찮아도 괜찮아》 ... 유혜영 역
- 2018년 JTBC 《내 아이디는 강남미인》 ... 선미 역
- 2022년 Apple TV+ 《파친코》 ... 김선자 / 백선자 (소녀) 역
- 2024년 Apple TV+ 《파친코 시즌 2》 … 김선자 역
- 2024년 Disney+ 《조명가게》 … 선해 역
- 2025년 TVING 《내가 죽기 일주일 전》 ... 정희완 역
- 2025년 tvN 《태풍상사》 … 오미선 역

### 방송
- 2022년 디스커버리 채널 《잠적》
- 2022년 tvN 《바퀴 달린 집 4》 ... 5 ~ 6회 게스트
- 2023년 tvN 《알쓸별잡 (알아두면 쓸데없는 지구별 잡학사전)》 ... 진행
- 2024년 EBS1 《EBS 다큐프라임 - 날씨의 시대 1부 예보하는 인간 / 2부 경고하는 지구 / 3부 날씨 읽는 사람들》 ... 내레이션, 출연
- 2024년 TV CHOSUN 《식객 허영만의 백반기행》 ... 272회 게스트
- 2024년 유튜브 《나영석의 와글와글》 ... 13회 게스트

## 수상 목록
- 2025년 제4회 청룡시리즈어워즈 신인여우상